# Sauge
Sauge is een gemeente in het district Jura bernois dat deel uitmaakt van het Kanton Bern. Sauge heeft 816 inwoners.

## Geschiedenis
Sauge is een fusiegemeente ontstaan op 1 januari 2014 uit de gemeenten Plagne en Vauffelin.

## Geografie
Sauge heeft een oppervlakte van 13.47 km² en grenst aan de gemeenten Biel/Bienne, Orvin, Péry-La Heutte, Pieterlen en Romont.

## Politiek
De burgemeester van Sauge is Pierre-Alain Grosjean. In de gemeenteraad van Sauge is de Zwitserse Volkspartij de grootste partij met 37.7% van de zetels, deSociaaldemocratische Partij van Zwitserland met 23.9% van de zetels, de Burgerlijk-Democratische Partij met 9.3% van de zetels, de Groene Partij van Zwitserland met 8.0% van de zetels, de Vrijzinnig Democratische Partij.De Liberalen met 5.5% van de zetels, de Grünliberale Partei met 5.3% van de zetels, de Christendemocratische Volkspartij met 2.6% van de zetels, de Zwitserse Partij van de Arbeid met 2.5% van de zetels, de Piratenpartei Zwitserland met 1.4% van de zetels, de Zwitserse Democraten met 1.2% van de zetels, de Federaal-Democratische Unie ook met 1.2% van de zetels en de Evangelische Volkspartij met 1.1% procent van een zetels.